# Theodor Heublein
Theodor Heublein (* 16. März 1888 in Weißenbrunn; † 24. Februar 1983) war ein deutscher Politiker (parteilos). Von 1947 bis 1970 war er Landrat des Landkreises Kulmbach. 

## Werdegang
Theodor Heublein ließ sich von 1902 bis 1907 zum Lehrer ausbilden. Anschließend war er Lehrer in Laineck und später in Schwarzenstein, wo er nach dem Ersten Weltkrieg Bürgermeister wurde. Nach seiner Versetzung nach Trebgast 1933 hörte er auf, sich politisch zu engagieren.
Nach 1945 wurde Heublein zunächst Bürgermeister von Trebgast und anschließend 1947 Landrat des Landkreises Kulmbach. Dieses Amt hatte er 23 Jahre lang inne. Bei seinem Ausscheiden aus dem Amt am 30. April 1970 war er mit 82 Jahren der dienstälteste Landrat Oberfrankens und der älteste Landrat Bayerns.
Er setzte sich insbesondere für die landwirtschaftlichen Betriebe im Landkreis und den infrastrukturellen Wiederaufbau des Landkreises nach dem Krieg ein.

## Auszeichnungen
Nach Heublein sind die Theodor-Heublein-Volksschule in Melkendorf sowie mehrere Straßen im Landkreis Kulmbach benannt. An seinem 80. Geburtstag wurde er ins Goldene Buch der Stadt Kulmbach eingetragen. Er war Träger des goldenen Ehrenrings des Landkreises Kulmbach, des bayerischen Verdienstordens und des Bundesverdienstkreuzes.